# Ignacy von Lyskowski

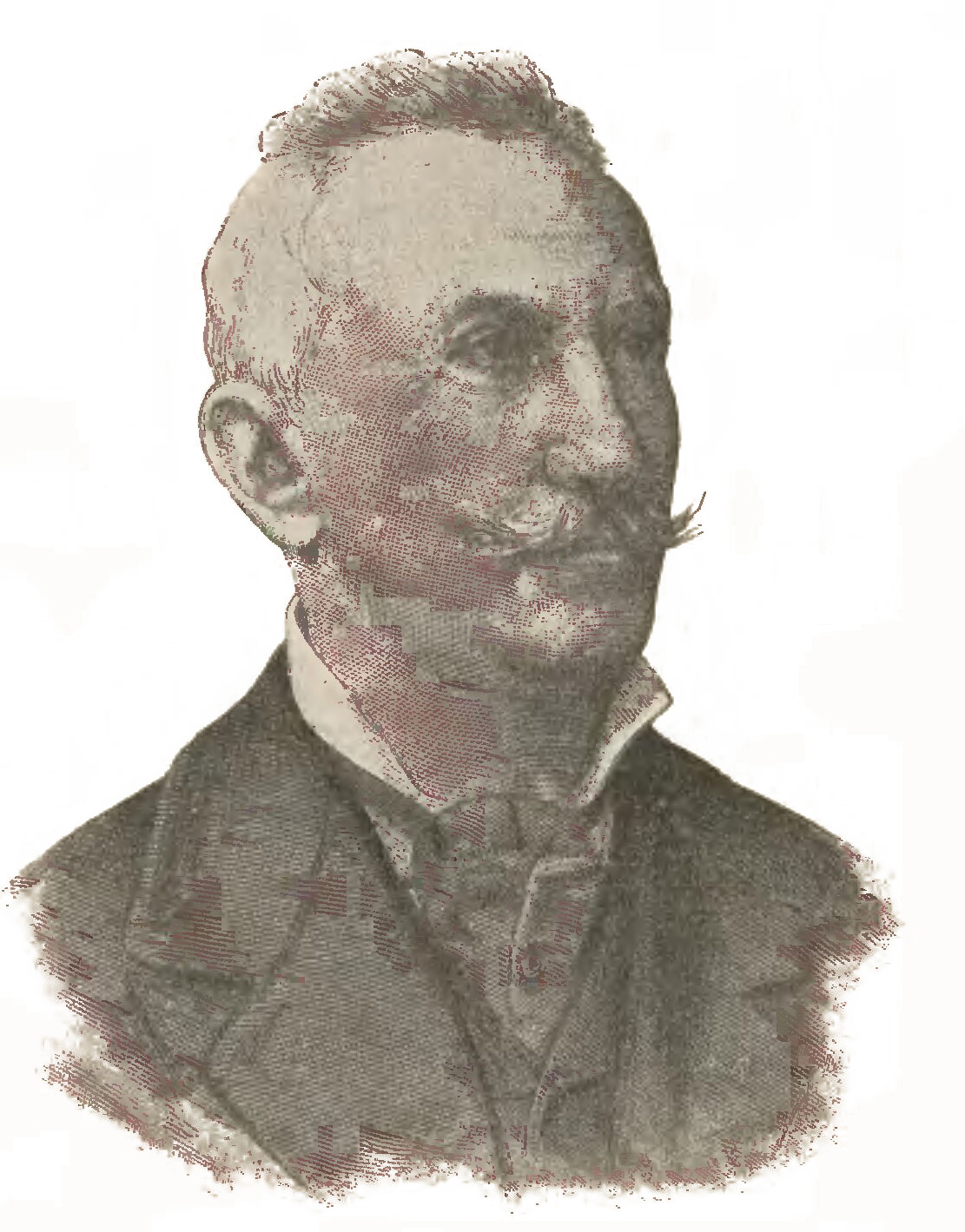
Ignacy von Lyskowski (103)

Ignacy von Lyskowski (* 12. September 1820 in Mileszewo; † 1886 in Posen) war ein führender Politiker der polnischen Minderheit in Preußen und im Deutschen Kaiserreich.

## Leben
Er besuchte das Gymnasium in Kulm. Später studierte er Theologie in Freiburg im Breisgau und in Breslau, ehe er eine landwirtschaftliche Ausbildung absolvierte. Danach war er Rittergutsbesitzer in Mileszewo. Außerdem verfasste er verschiedene Schriften zu landwirtschaftlichen und politischen Themen.
Lyskowski war ein führender Politiker der polnischen Minderheit. Er war Mitbegründer von Vereinen, Volksbibliotheken und einer Kreditbank in Thorn. Im Jahr 1869 gehörte er zu den Gründern der „Gesellschaft zur Förderung der moralischen Interessen der polnischen Bevölkerung unter preußischer Herrschaft.“ Er war auch Herausgeber der Zeitung Gospodarz.
Im Jahr 1848 gehörte er dem Vorparlament an. In den Jahren 1866/67 und 1870 bis 1886 war er Mitglied des Preußischen Abgeordnetenhauses und zeitweise Vorsitzender der polnischen Fraktion. Von 1881 bis zu seinem Tode gehörte er als Abgeordneter des Reichstagswahlkreises Regierungsbezirk Marienwerder 3 (Graudenz) auch dem Reichstag an.